# Cannock Chase (district)
Cannock Chase is een Engels district in het shire-graafschap (non-metropolitan county OF county) Staffordshire en telt 92.126 inwoners. De oppervlakte bedraagt 79 km².
Van de bevolking is 13,7% ouder dan 65 jaar. De werkloosheid bedraagt 3,1% van de beroepsbevolking (cijfers volkstelling 2001).

## Plaatsen in district Cannock Chase
- Cannock

## Civil parishesin district Cannock Chase
Brereton and Ravenhill, Bridgtown, Brindley Heath, Cannock Wood, Heath Hayes and Wimblebury, Hednesford, Norton Canes, Rugeley.